# Laventie
Laventie là một xã trong vùng Hauts-de-France, thuộc tỉnh Pas-de-Calais, quận Béthune, tổng Laventie. Tọa độ địa lý của xã là 50° 37' vĩ độ bắc, 02° 46' kinh độ đông. Laventie nằm trên độ cao trung bình là 18 mét trên mực nước biển, có điểm thấp nhất là 15 mét và điểm cao nhất là 20 mét. Xã có diện tích 18,13 km², dân số vào thời điểm 1999 là 4383 người; mật độ dân số là 242 người/km².

## Thông tin nhân khẩu
| 1962  | 1968  | 1975  | 1982  | 1990  | 1999  |
| ----- | ----- | ----- | ----- | ----- | ----- |
| 2.871 | 2.909 | 2.877 | 3.415 | 4.410 | 4.383 |

## Thành phố kết nghĩa
- Iserlohn, Đức